# Shoro (công ty)

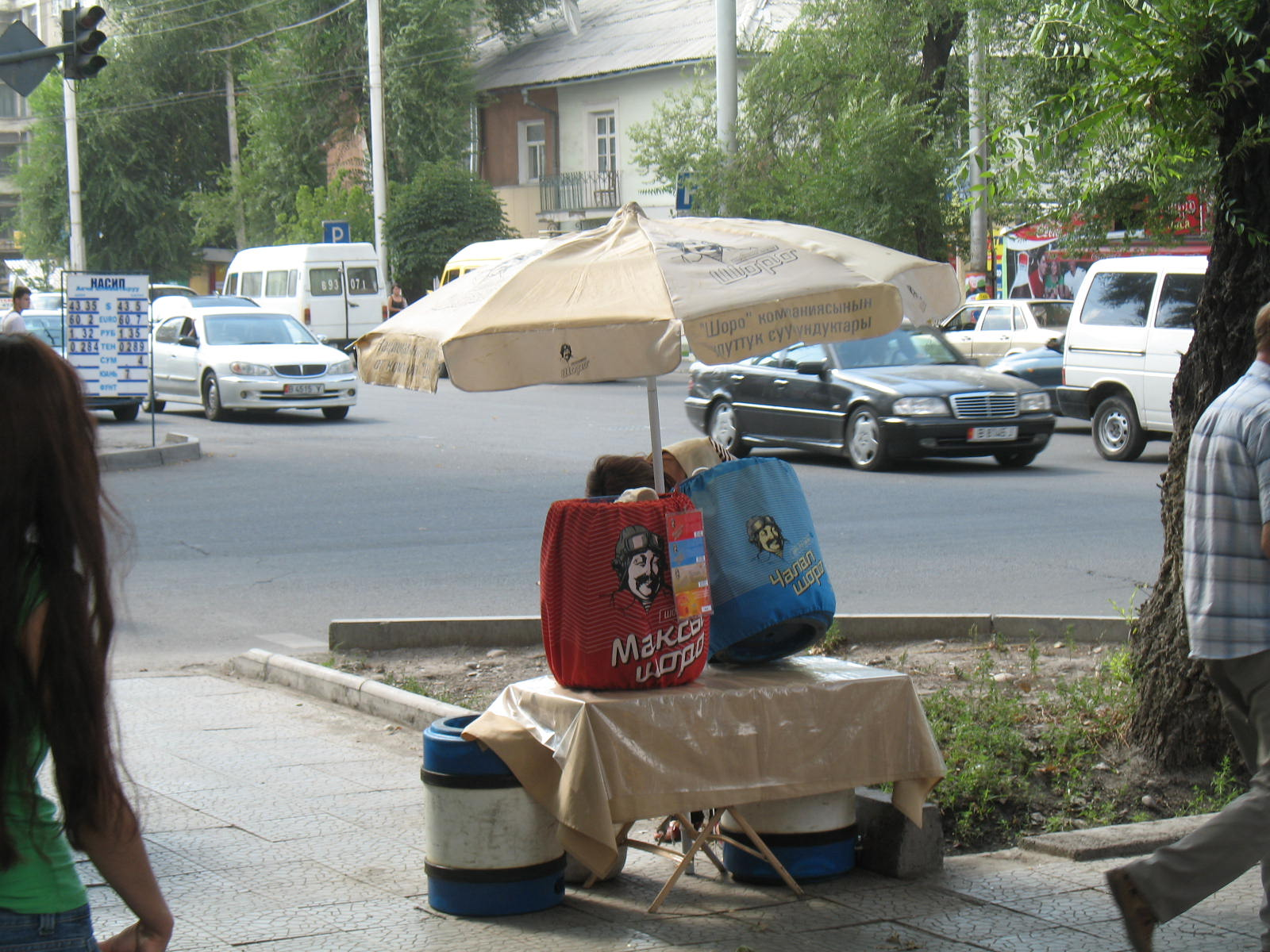
Các sản phẩm Shoro được bày bán ở một góc của trung tâm thành phố Bishkek.

Shoro là một công ty đồ uống được thành lập năm 1992 ở Kyrgyzstan. Họ bán bốn loại đồ uống quốc gia, gồm: Maksym Shoro (tiếng Kyrgyz: Максым Шоро), Chalap Shoro (tiếng Kyrgyz: Чалап Шоро), Jarma Shoro (tiếng Kyrgyz: Жарма Шоро), và Aralash Shoro (tiếng Kyrgyz: Аралаш Шоро). Những đồ uống này là đồ uống truyền thống maksym, chalap, jarma, và sự kết hợp của hai thứ trước, tương ứng. Bạn có thể mua những thứ này dưới dạng chai ở hầu hết các cửa hàng, hoặc mua "trên vòi" ở các góc phố (xem trong hình) và chợ ở hầu hết các thành phố ở Kyrgyzstan. Ngoài ra, họ bán nước có ga đóng chai, tiếp thị nó là "Байтик".
Đối thủ cạnh tranh chính của họ là Enesay, công ty chuyên sản xuất các loại đồ uống tương tự và phân phối chúng theo những cách tương tự.